# Tribunal Regional Federal da 4.ª Região
O Tribunal Regional Federal da 4ª Região (TRF-4), com sede na cidade de Porto Alegre, é o órgão de segundo Grau da Justiça Federal dos estados brasileiros do Paraná, Santa Catarina e Rio Grande do Sul. O tribunal é constituído por 39 desembargadores, nomeados pelo Presidente da República após aprovação do Senado Federal.
Nos termos da Constituição Federal, o TRF-4 possui competência para julgar recursos contra decisões proferidas por juízes federais de primeira instância em litígios que envolvam a União Federal, além de decisões que envolvam matéria previdenciária e execuções fiscais. 
Também julga os juízes federais de sua jurisdição em crimes comuns e de responsabilidade, pedidos de habeas corpus, habeas data e mandados de segurança, além de outras atribuições legais.

## História

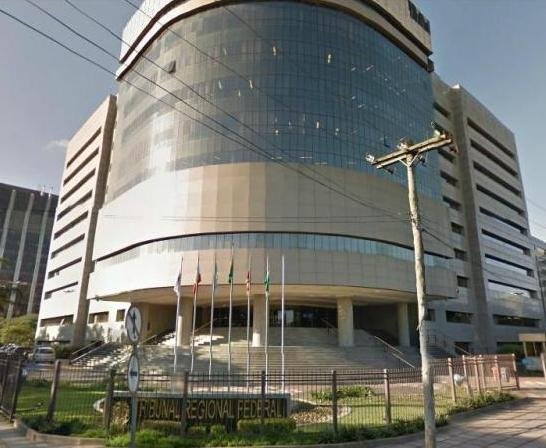
Sede do TRF-4 em Porto Alegre, capital do Rio Grande do Sul.

Em 1988, com a promulgação Constituição, foram instituídos cinco Tribunais Regionais Federais (TRFs), que substituíram o Tribunal Federal de Recursos (TFR). Em 3 de dezembro de 1988, o Governador Pedro Simon, do Rio Grande do Sul, entregou as chaves da futura sede do TRF 4, cujas obras iniciaram-se naquele momento, ao Ministro Cid Flaquer Scartezzini. Em 30 de março de 1989, a sede do TRF-4, localizada no Centro Histórico de Porto Alegre, foi inaugurada. O Presidente José Sarney nomeou quatorze desembargadores para o tribunal, e a primeira sessão do plenário foi realizada em 31 de março de 1989.
Em agosto de 1990, a Revista do Tribunal Regional Federal da 4ª Região foi lançada com o propósito de dar publicidade para as decisões do tribunal; Teori Zavascki, futuro Ministro do STF, foi o primeiro diretor da revista. Em dezembro de 1990, o primeiro concurso para juiz federal substituto foi homologado. Em 1993, várias varas federais foram criadas, incluindo as de Maringá, Blumenau, Bagé, Novo Hamburgo, Londrina, Caxias do Sul, Foz do Iguaçu, Joinville e Criciúma.

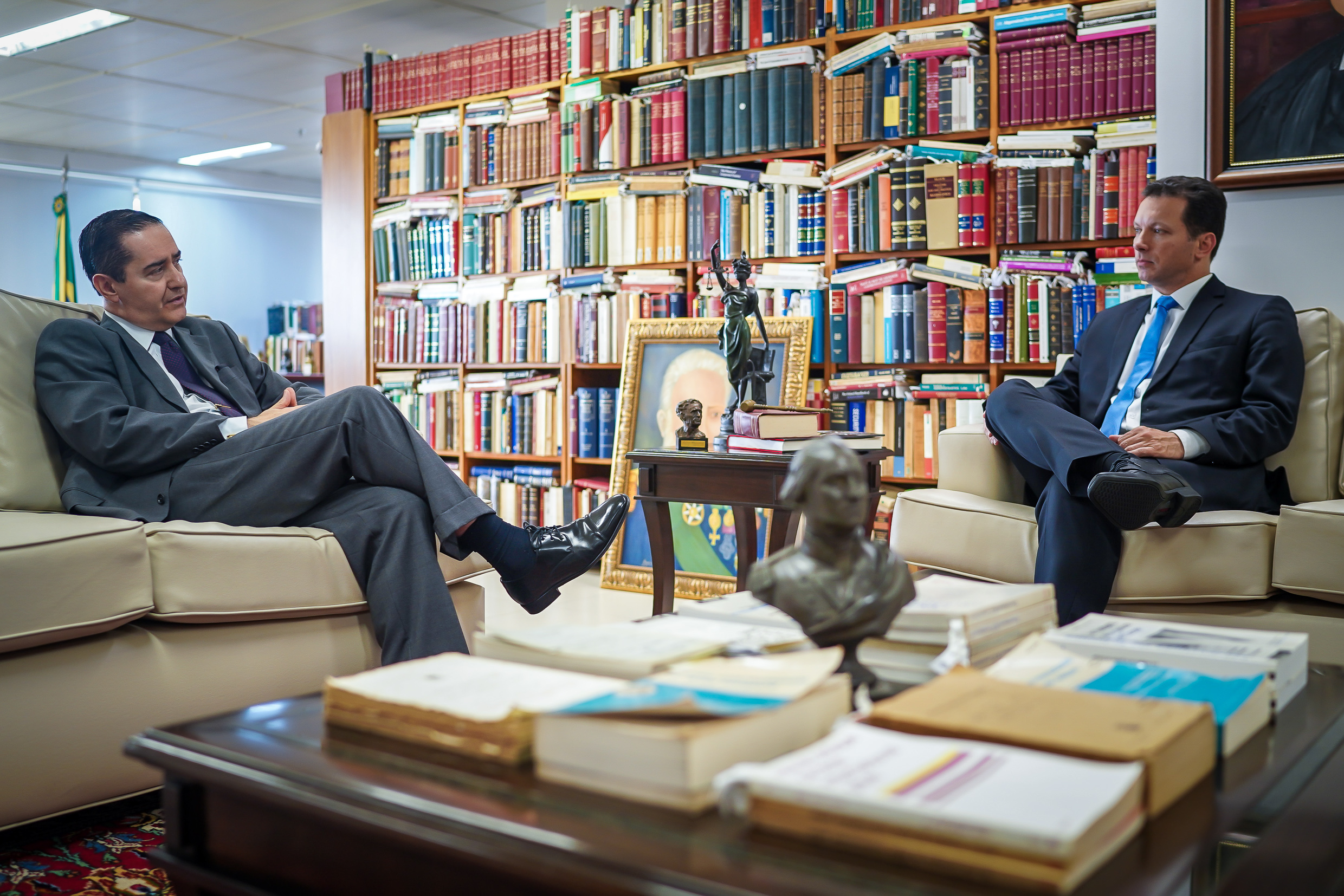
Biblioteca.

Em 1995, o TRF-4 começou a utilizar o Sistema TRF 400, permitindo a obtenção pela internet de informações relativas aos processos. Em 1997, foi inaugurado o Tele-Processo, que possibilitou aos advogados e outras partes receberem informações sobre os processos por telefone. Em 1998, o TRF-4 foi o primeiro tribunal brasileiro a implementar o Sistema de Acompanhamento Processual (Siapro). Em 2003, realizou seu primeiro julgamento digital.

## Competência
A competência territorial do Tribunal Regional Federal da 4ª Região compreende os estados do Paraná, Santa Catarina e Rio Grande do Sul, ambos localizados na região Sul do Brasil. Possui competência para processar e julgar os juízes federais de sua jurisdição, as revisões criminais e as ações rescisórias de julgados seus ou dos juízes federais da região, os mandados de segurança e os habeas data impetrados contra ato do próprio Tribunal ou de juiz federal, os pedidos de habeas corpus quando a autoridade coatora for juiz federal, os conflitos de competência entre juízes federais, e recursos contra decisões proferidas por juízes federais ou, algumas vezes, estaduais.

## Composição
O Tribunal Regional Federal da 4ª Região é formado por 39 desembargadores, nomeados pelo Presidente da República após receberem a aprovação do Senado Federal.
O processo de nomeação dos desembargadores consiste em duas etapas: o TRF elabora uma lista com três pessoas que poderiam ser indicadas por "merecimento", e então o Presidente indica uma delas. A Constituição Federal estabeleceu que os indicados ao cargo, "quando possível", devem pertencer a mesma região do TRF para o qual foi nomeados, ter mais de 35 anos de idade e menos de 70 anos. Um quinto dos integrantes do TRF devem ser advogados e membros do Ministério Público Federal com mais de dez anos de experiência, e o restante juízes federais com mais de cinco anos de atividade, nomeados por merecimento ou antiguidade.
A Desembargadora Marga Barth Tessler, nomeada por Itamar Franco em 1994, é a atual decana do TRF-4. 
Dos 27 desembargadores, onze foram nomeados por Dilma Rousseff, nove por Luiz Inácio Lula da Silva, cinco por Fernando Henrique Cardoso, um por Itamar, e um por Michel Temer.
Em 8 de outubro de 2017, o tribunal possuía a seguinte composição:
| Cargo                | Nome                            | Indicação de              | Data da posse           | Data limite | Referências   |
| -------------------- | ------------------------------- | ------------------------- | ----------------------- | ----------- | ------------- |
| Desembargador        | Thompson Flores                 | Fernando Henrique Cardoso | 30 de maio de 2001      | 2039        | [ 19 ]        |
| Desembargadora       | Maria de Fátima Labarrère       | Fernando Henrique Cardoso | 5 de fevereiro de 1997  | 2031        | [ 20 ] [ 21 ] |
| Desembargador        | Ricardo Pereira                 | Luiz Inácio Lula da Silva | 11 de dezembro de 2006  | 2039        | [ 20 ] [ 22 ] |
| Desembargador        | Amaury Athayde                  | Fernando Henrique Cardoso | 5 de fevereiro de 1997  |             | [ 23 ] [ 24 ] |
| Desembargador        | Cândido Silva Leal Junior       | Dilma Rousseff            | 28 de maio de 2012      | 2045        | [ 25 ] [ 26 ] |
| Desembargador        | Celso Kipper                    | Luiz Inácio Lula da Silva | 29 de março de 2004     | 2039        | [ 27 ] [ 28 ] |
| Desembargadora       | Cláudia Cristofan               | Dilma Rousseff            | 9 de julho de 2013      |             | [ 29 ]        |
| Desembargador        | Fernando Quadros da Silva       | Luiz Inácio Lula da Silva | 23 de novembro de 2009  | 2039        | [ 30 ] [ 31 ] |
| Desembargador        | João Batista Pinto Silveira     | Luiz Inácio Lula da Silva | 6 de fevereiro de 2004  |             | [ 32 ]        |
| Desembargador        | Gebran Neto                     | Dilma Rousseff            | 16 de dezembro de 2013  | 2040        | [ 33 ] [ 34 ] |
| Desembargador        | Jorge Antonio Maurique          | Dilma Rousseff            | 24 de fevereiro de 2012 | 2035        | [ 35 ] [ 36 ] |
| Desembargador        | Leandro Paulsen                 | Dilma Rousseff            | 16 de dezembro de 2013  | 2034        | [ 37 ] [ 38 ] |
| Corregedora Regional | Luciane Corrêa Münch            | Luiz Inácio Lula da Silva | 26 de novembro de 2007  |             | [ 39 ]        |
| Vice-Presidente      | Luís Alberto d'Azevedo Aurvalle | Luiz Inácio Lula da Silva | 27 de abril de 2005     |             | [ 40 ]        |
| Desembargador        | Luiz Carlos Canall              | Michel Temer              | 15 de setembro de 2017  |             | [ 41 ]        |
| Desembargador        | Luiz Fernando Penteado          | Fernando Henrique Cardoso | 28 de junho de 2001     |             | [ 42 ]        |
| Desembargador        | Márcio Antônio Rocha            | Luiz Inácio Lula da Silva | 26 de abril de 2010     | 2044        | [ 43 ]        |
| Desembargadora       | Marga Barth Tessler             | Itamar Franco             | 9 de dezembro de 1994   |             | [ 44 ] [ 45 ] |
| Desembargador        | Paulo Afonso Brum Vaz           | Fernando Henrique Cardoso | 28 de junho de 2001     | 2044        | [ 46 ] [ 47 ] |
| Desembargador        | Roger Raupp Rios                | Dilma Rousseff            | 16 de maio de 2016      |             | [ 48 ]        |
| Desembargador        | Rogério Favreto                 | Dilma Rousseff            | 11 de julho de 2011     | 2041        | [ 49 ] [ 50 ] |
| Desembargador        | Rômulo Pizzolatti               | Luiz Inácio Lula da Silva | 9 de outubro de 2006    |             | [ 51 ]        |
| Desembargadora       | Salise Monteiro Sanchotene      | Dilma Rousseff            | 16 de maio de 2016      |             | [ 52 ]        |
| Desembargador        | Sebastião Ogê Muniz             | Dilma Rousseff            | 16 de dezembro de 2013  | 2026        | [ 53 ] [ 54 ] |
| Desembargadora       | Vânia Hack de Almeida           | Dilma Rousseff            | 7 de agosto de 2014     |             | [ 55 ]        |
| Presidente           | Victor Luiz dos Santos Laus     | Fernando Henrique Cardoso | 3 de fevereiro de 2003  |             | [ 56 ]        |
| Desembargadora       | Vivian Pantaleão Caminha        | Dilma Rousseff            | 8 de novembro de 2012   |             | [ 57 ] [ 58 ] |